# Iwane Dschawachischwili

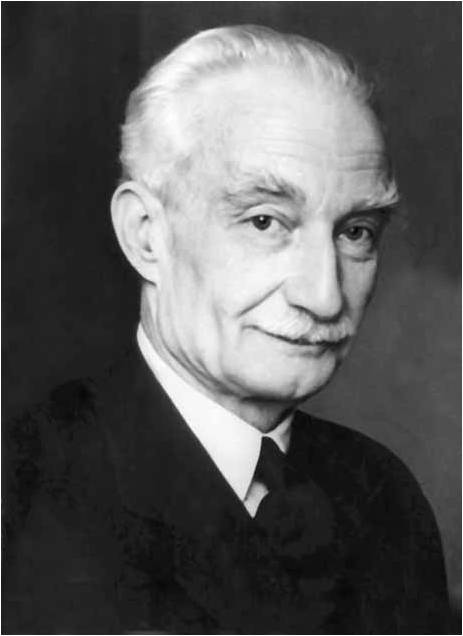
Iwane Dschawachischwili

Iwane Dschawachischwili (georgisch ივანე ჯავახიშვილი; * 11. April 1876 in Tiflis, Russisches Kaiserreich; † 18. November 1940 in Tiflis, Georgische SSR, UdSSR) war ein georgischer Wissenschaftler. Er war Professor der Geschichtswissenschaft und Mitbegründer der Staatlichen Universität Tiflis.

## Leben
Er wurde als Sohn des Erziehungswissenschaftlers Aleksandre Dschawachischwili geboren, legte 1895 am 1. Klassischen Gymnasium in Tiflis das Abitur ab. 1899 schloss er ein Studium an der Fakultät für Orientalische Sprachen der Universität Sankt Petersburg ab. Es folgte ein zweijähriges Magister-Aufbaustudium. 1898 lernte er in Königsberg deutsch.
Von 1901 bis 1902 war er Gastwissenschaftler an der Friedrich-Wilhelms-Universität Berlin, studierte bei Adolf von Harnack und Karl Krumbacher, übersetzte geschichtswissenschaftliche Quellen aus dem Georgischen ins Deutsche. Vergeblich versuchte Harnack ihn für die Berliner Universität zu gewinnen.
1902 ging er mit Nikolai Jakowlewitsch Marr auf eine wissenschaftliche Expedition zum Berg Sinai, sicherte dort alte georgische Manuskripte. 1903 bis 1917 war Dschawachischwili Privatdozent an der Armenisch-Georgisch-Iranischen Abteilung in der Fakultät für Orientalische Sprachen der Universität Sankt Petersburg mit dem Arbeitsgebiet Kartwelologie. In den Semesterferien hielt er öffentliche Vorträge über altgeorgische Geschichte, Philosophie und Kunst in Tiflis.
Dschawachischwili war die treibende Kraft bei der Gründung der Staatlichen Universität Tiflis. Er erarbeitete einen Gründungsplan, warb Mäzene. Am 30. Januar 1918 hielt er die erste Vorlesung der neu gegründeten Universität („Die Persönlichkeit des Menschen und ihre Bedeutung im altgeorgisch-philosophischen Schrifttum“). 1919 bis 1926 war er Rektor der Universität und 1918 bis 1938 Dekan der historischen Fakultät. 1936 bis 1940 leitete er die historische Abteilung des Staatlichen Museums Georgiens. 1939 wurde Dschawachischwili Vollmitglied der Sowjetischen Akademie der Wissenschaften.
Mit der Kommunistischen Partei lebte Dschawachischwili über Jahrzehnte in Fehde. 1924 unterstützte er den August-Aufstand in Georgien. 1926 wurde er deshalb als Universitäts-Rektor abgelöst und für mehrere Jahre unter Hausarrest gestellt. 1936 lehnte er es ab, Mitglied der KPdSU zu werden. Es kam zu organisierten Studentenprotesten, die seine Entfernung aus dem Universitätsdienst verlangten. Erst spät versöhnte sich die Partei mit Dschawachischwili und er wurde in das Parlament der Georgischen Sozialistischen Sowjetrepublik gewählt.
Dschawachischwili verfasste 170 wissenschaftlichen Forschungsarbeiten und rund 20 Monografien, darunter eine vierbändige Geschichte Georgiens, eine dreibändige Geschichte des georgischen Rechts, eine zweibändige Geschichte der Wirtschaft Georgiens, eine Geschichte der georgischen Musik, eine Studie zur Verwandtschaft der kartwelischen und kaukasischen Sprachen, eine georgische Paläographie, eine georgische Münz- und Messkunde, eine georgische Diplomatik und eine Arbeit über Quellen und Methoden der Geschichtswissenschaft.
Dschawachischwili starb an einem Herzinfarkt während eines Vortrags an der Universität Tiflis.

## Auszeichnungen
Nach seinem Tode wurde Dschawachischwili im Garten der Staatlichen Universität Tiflis begraben. Die Staatliche Universität Tiflis erhielt 1989 seinen Namen. Die höchste Auszeichnung der Universität heißt Iwane-Dschawachischwili-Medaille, die höchste Auszeichnung der Georgischen Akademie der Wissenschaften Iwane-Dschawachischwili-Preis. Sein Porträt ist auf der Vorderseite des georgischen Fünf-Lari-Geldscheins abgebildet.

## Werke
- Kartuli enisa da mcerlobis istiriis sakithhebi. Tbilisi 1956
- Kartveli eris istoria. Sakhelmtsipo universiteti, Tbilisi 1960
- Masalebi Sakartvelos sinamrecvelobisa da cvrili xelosnobis istoriidan . 5 Bde., Mecniereba, Tbilisi 1987